# Ажіо
Áжіо (італ. aggio — відхилення) — перевищення, різниця (як правило, у бік збільшення), з якою продаються на біржі цінності (грошові знаки, векселі, акції, облігації), порівняно з їх номінальною вартістю, а також збільшення курсу акції на зарубіжних біржах порівняно з національним біржовим курсом. Вживається також при операціях із золотими монетами (при випуску ювілейних монет на честь визначних дат, подій і видатних осіб) як різниця між загальною вартістю використаного золота та сумою, одержаною від реалізації золотих монет.